# Le Rideau rouge
Pour plus de détails, voir Fiche technique et Distribution.
Le Rideau rouge (Ce soir on joue MacBeth) est un long métrage français co-écrit par André Barsacq et Jean Anouilh, dialogué par Jean Anouilh et réalisé par André Barsacq, sorti en 1952.

## Synopsis
Bertal, un directeur de théâtre despotique et détesté, est assassiné avant une représentation de Macbeth dans laquelle il devait jouer avec Aurélia Nobli, sa compagne et Ludovic Arn, l'amant de celle-ci. Les policiers arrivent sur place et l'enquête commence.
Les soupçons se portent tout d'abord sur Sigurd, un vieil acteur qui avait menacé Bertal. Mais des parallèles apparaissent entre les personnages de la pièce et les acteurs qui les incarnent. Entre Aurélia Nobli /Lady Macbeth et Ludovic Arn/Macbeth.

## Fiche technique
- Titre : Le Rideau rouge
- Sous-titre : Ce soir on joue MacBeth
- Réalisation et scénario :  André Barsacq
- Musique  : Joseph Kosma
- Décors : Jean-Denis Malclès, Roland Berthon
- Costumes : Jean-Denis Malclès, Victor Noeppel
- Assistant du metteur-en-scène : Marcel Camus
- Scénario et dialogues : Jean Anouilh
- Photographie : Maurice Barry
- Son : Robert Biard
- Montage : Jean Feyte
- Maquillage : Hagop Arakelian
- Scripte : Suzanne Durrenberger
- Production : François Chavane
- Sociétés de production : Société Nouvelle des Etablissements Gaumont, Cinéphonic, S.G.G.C.
- Société de distribution : Gaumont
- Pays de production :  France
- Format :  Noir et blanc - 1,37:1 - 35 mm - Son mono
- Genre : Long métrage dramatique
- Durée : 84 minutes
- Date de sortie :
  - France : 14 novembre 1952

## Distribution
- Michel Simon : Lucien Bertal / Léonard, sa doublure, qui joue Banquo
- Pierre Brasseur : Ludovic Arn, qui joue Macbeth
- Monelle Valentin : Aurélia Nobli, qui joue Lady Macbeth
- Noël Roquevert : Sigurd
- Jean Brochard : l'inspecteur en chef
- Olivier Hussenot : l'inspecteur Gobinet, son adjoint
- Charles Bouillaud (non crédité) : Léon, l'inspecteur au quai des Orfèvres, à qui est racontée l'histoire
- André Numès fils : Vernier, l'agent de police au théâtre
- André Versini : reporter de la radio 1
- Daniel Cauchy : reporter de la radio 2
- Paul Barge : le patron du bistrot
- Gérard Darrieu : le machiniste qui mange un sandwich
- Marcel Pérès (non crédité) : le machiniste qui fait les bruitages
- Geneviève Morel : Pierrette, l'habilleuse
- Paul Mathos : Garnier, le directeur de scène du théâtre
- Paul Laurent : le régisseur
- Lucien Blondeau : l'acteur qui joue le roi Duncan
- Michel Herbault : Laurent, l'acteur qui joue Macduff (en)
- Robert Le Béal : l'acteur qui joue Lennox
- Michel Etcheverry : l'acteur qui joue Ross
- Jacques Dufilho, Edmond Beauchamp : les acteurs qui jouent les assassins de Banquo
- Katherine Kath, Benoîte Lab et Catherine Toth : les actrices qui jouent les trois sorcières
- Jacques Denoël, Madeleine Geoffroy, Pierre Goutas, Robert Lombard, Jacques Rispal : les autres acteurs de la pièce
- Françoise Goléa : la jeune fille sur le banc
- François Marié : le jeune homme sur le banc
- Serge Lecointe : le fils aîné de Pierrette
- Michel Barsacq : le fils cadet de Pierrette
- Henri Gaultier : le médecin de service
- Hubert Noël (crédité mais rôle coupé au montage)

## Vidéo
- Le film est disponible en DVD dans la collection « Gaumont à la demande ».